# 탐보라산
탐보라산(Tambora) 또는 톰보로(Tomboro)는 인도네시아 서누사틍가라주에 있는 활동 중인 성층 화산이다. 소순다 열도의 숨바와섬에 있으며, 그 아래에서 일어난 섭입대 활동으로 형성되었다. 1815년 분화 이전에는 높이가 4,300 m를 넘어 인도네시아 군도에서 가장 높은 봉우리 중 하나였다.
탐보라산은 1815년 4월 5일부터 격렬한 분화를 시작하여 기록된 인류 역사상 가장 큰 분화이자 홀로세(1만 년 전부터 현재까지) 시기 최대의 분화로 절정에 달했다. 탐보라산 아래의 마그마굄은 이전 분화로 인해 비워져 수세기 동안 휴면 상태로 있다가 다시 채워졌다. 화산 활동은 그해 최고조에 달했으며, 화산이 분화하는 소리는 2,600 km 이상 떨어진 곳인 수마트라섬에서도 들리는 폭발적인 분화로 절정에 달했고, 태국과 라오스 등 3,350 km 이상 떨어진 곳에서도 들렸을 수 있다. 보르네오섬, 술라웨시섬, 자와섬, 말루쿠 제도까지 멀리서도 심한 화산재 비가 관측되었으며, 탐보라산의 최대 높이는 약 4,300 m에서 2,850 m로 줄어들었다. 사망자 수는 추정치에 따라 다르지만 최소 71,000명이었다. 이 분화는 이후 몇 년 동안 전 세계적인 기후 이상 현상에 기여했으며, 1816년은 북미와 유럽 날씨에 미친 영향 때문에 "여름 없는 해"로 알려지게 되었다. 북반구에서는 작물이 실패하고 가축이 죽어 세기 최악의 기근이 발생했다.

## 지리적 환경

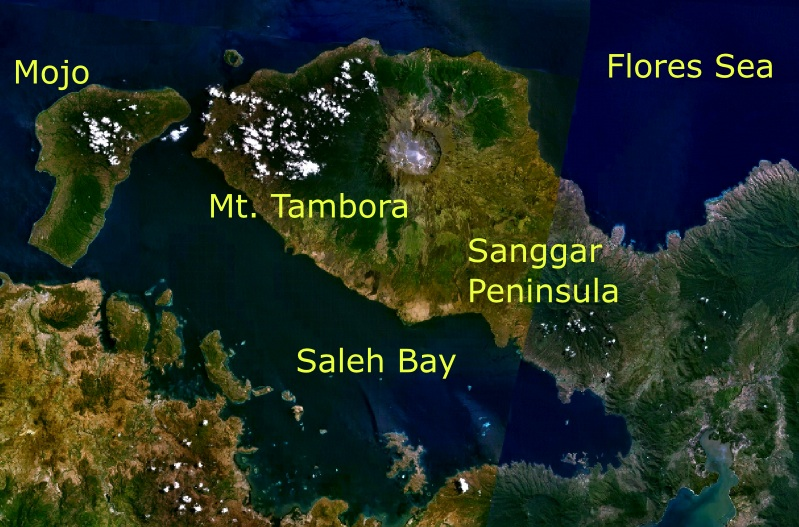
우주에서 본 탐보라산과 주변 지역

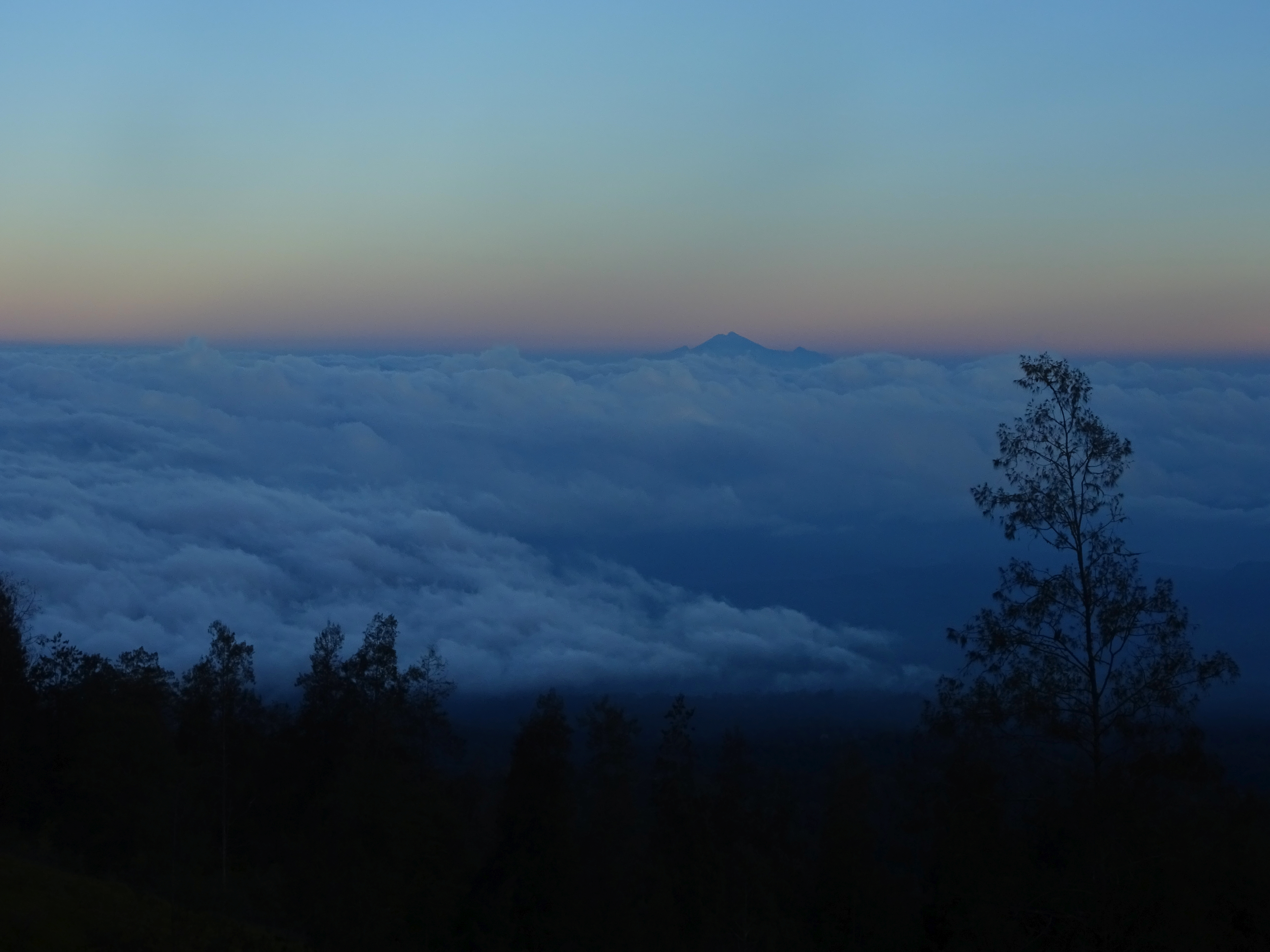
탐보라산에서 본 린자니산의 모습. 시야 거리는 165 km이다.

톰보로라고도 알려진 탐보라산은 소순다 열도의 일부인 숨바와섬 북부에 있다. 인도네시아 군도의 남부 산열를 구성하는 화산섬의 연쇄인 순다호의 한 부분이다. 탐보라산은 숨바와섬에 상가르 반도라고 알려진 자체 반도를 이룬다. 반도 북쪽에는 플로레스해가 있고 남쪽에는 86 km 길이와 36 km 너비의 살레만이 있다. 살레만 입구에는 모요섬이라는 작은 섬이 있다.
산의 활동을 모니터링하는 지진학자와 화산학자 외에도 탐보라산은 고고학자와 생물학자의 관심 분야이기도 하다. 또한 하이킹과 야생 동물 활동을 위해 소수의 관광객을 유치한다. 가장 가까운 두 도시는 돔푸와 비마이다. 산비탈 주변에는 세 개의 마을 군집이 있다. 동쪽에는 상가르 마을이 있고, 북서쪽에는 도로 페티와 페상그라한 마을이 있으며, 서쪽에는 칼라바이 마을이 있다.
칼데라로 오르는 길은 두 가지가 있다. 첫 번째는 산의 남동쪽에 있는 도로 음보하 마을에서 시작하여 1,150 m 고도까지 캐슈나무 농장을 통과하는 포장 도로를 따른다. 도로는 칼데라의 남쪽 부분에서 끝나며, 이곳은 1,950 m 지점까지 하이킹으로만 접근할 수 있다. 이 위치는 칼데라에서 불과 한 시간 거리에 있으며, 일반적으로 화산 활동을 모니터링하는 베이스 캠프로 사용된다. 두 번째 경로는 산의 북서쪽에 있는 판차실라 마을에서 시작하여 도보로만 접근할 수 있다. 740 m 고도에 있는 판차실라에서 화산 칼데라까지 16 km 길이의 하이킹은 정상으로 가는 길에 여러 정류장(pos)을 포함하여 약 14시간이 걸린다. 이 길은 엘라에오카르푸스, 물왕도마뱀, 그물무늬비단뱀, 매, 주황발숲닭, 창백어깨때까치딱새 (Coracina dohertyi), 갈색 및 비늘머리꿀빨이새, 유황앵무, 노랑테흰눈썹꾀꼬리, 투구왕꿀빨이새, 멧돼지, 루사사슴 및 필리핀원숭이와 같은 야생 동물이 있는 울창한 정글을 통과한다.

## 역사

### 지질학적 역사

#### 형성

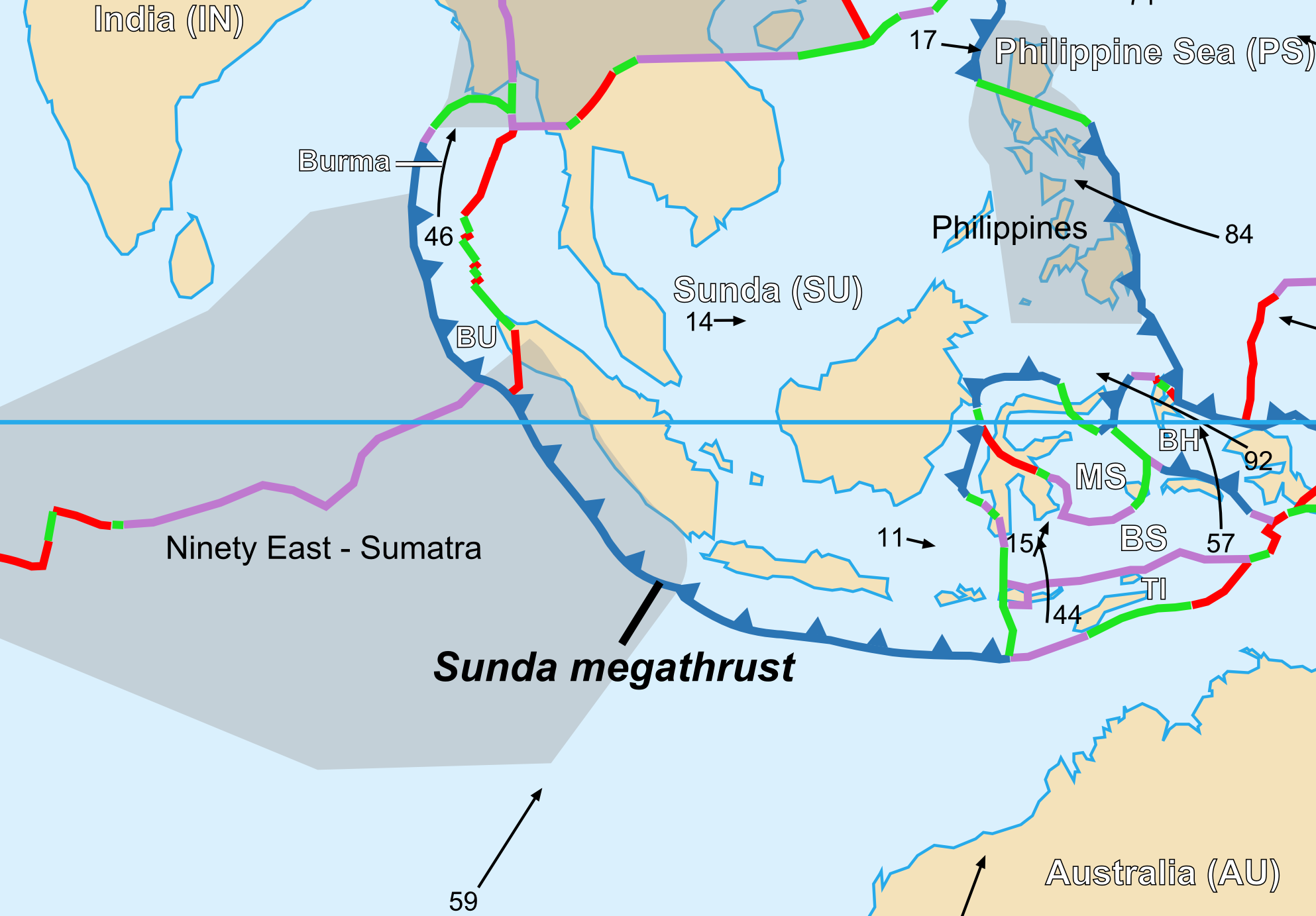
인도네시아의 판 경계, "11"의 오른쪽 아래에 탐보라산 위치

탐보라산은 자와 해구에서 북쪽으로 340 km 떨어져 있으며, 활동 중인 북쪽으로 기울어진 섭입대 상부 표면 위로 180~190 km 떨어져 있다. 숨바와섬은 남북으로 해양 지각에 둘러싸여 있다. 오스트레일리아판이 순다판 아래로 수렴하는 속도는 연간 7.8 cm이다. 탐보라산의 화산 활동 시작 시기는 57ka에서 43ka까지 다양하다. 후자의 추정치는 2012년에 발표되었으며, 첫 번째 칼데라 전 용암 흐름의 아르곤 연대 측정에 기반한다. 탐보라산의 형성은 산 아래에 preexisting하던 큰 마그마굄을 고갈시켰다. 모요섬은 이 과정의 일부로 형성되었는데, 살레만은 약 25,000년 전 해분으로 처음 나타났다.
1815년 분화 전에 단일 중앙 분출구를 가진 높은 화산 원추가 형성되었으며, 이는 성층 화산 형태를 따른다. 바닥의 지름은 60 km이다. 화산은 자주 용암을 분출하여 가파른 경사면으로 흘러내렸다. 탐보라산은 칼륨이 풍부한 조면현무암과 조면안산암 암석을 생성했다. 화산암은 인회석, 흑운모, 단사휘석, 류사이트, 자철석, 감람석 및 사장석의 반정을 포함하며, 반정의 정확한 구성은 다른 암석 유형마다 다르다. 탐보라산의 조면안산암에는 사방휘석이 없다. 감람석은 SiO2 함량이 53% 미만인 암석에 가장 많이 존재하며, 흑운모 반정의 존재로 특징지어지는 규소 함량이 더 높은 화산암에는 없다. 고철질 계열은 또한 티타늄 자철석을 포함하며, 조면현무암은 회장석이 풍부한 사장석에 의해 지배된다. 루비듐, 스트론튬 및 오산화 이인은 탐보라산의 용암에 특히 풍부하며, 린자니산의 유사한 용암보다 더 많다. 탐보라산의 용암은 린자니산의 용암에 비해 지르콘이 약간 풍부하다.
1815년 분화에 관련된 마그마는 맨틀에서 기원했으며, 섭입된 퇴적물에서 파생된 용융물, 섭입된 지각에서 파생된 유체, 마그마굄에서의 결정화 과정에 의해 추가적으로 변형되었다. 탐보라산의 87Sr86Sr 비율은 린자니산의 그것과 유사하지만, 상게앙 아피에서 측정된 것보다는 낮다. 탐보라산 화산암의 칼륨 함량은 3 중량 퍼센트를 초과하여 알칼리 계열의 쇼쇼나이트 범위에 속한다.
1815년 분화 이후, 가장 낮은 부분에는 용암과 화산쇄설암 물질의 층상 퇴적물이 포함되어 있다. 지층의 약 40%는 두께가 1~4 m인 용암류로 이루어져 있다. 두꺼운 스코리아층은 용암류의 파쇄로 인해 생성되었다. 상층부에서는 용암이 스코리아, 응회암, 화산쇄설류 및 화산쇄설물 낙하와 함께 층을 이룬다. 탐보라산에는 도로 아피 토이(Doro Afi Toi), 카디엔디 나에(Kadiendi Nae), 몰로(Molo), 타헤(Tahe)를 포함하여 최소 20개의 측화산과 용암 돔이 있다. 이 기생 분출구의 주요 생성물은 현무암질 용암류이다.

#### 분화사
방사성 탄소 연대 측정에 따르면, 탐보라산은 1815년 분화 이전에 현재의 홀로세 대 동안 세 차례 분출했지만, 이들 분화의 규모는 알려져 있지 않다. 추정 연대는 기원전 3910년 ± 200년, 기원전 3050년, 기원후 740년 ± 150년이다. 초기 칼데라는 기원전 43,000년부터 시작된 용암류로 채워졌으며, 이후 두 차례의 화산쇄설성 분화가 발생하여 블랙 샌드(Black Sands)와 브라운 터프(Brown Tuff) 지층을 형성했고, 마지막 분화는 기원전 3895년에서 기원후 800년 사이에 발생했다.
1812년 탐보라산은 활발해지기 시작했으며, 1815년 4월에 최대 분출 강도에 달했다. 규모는 화산 폭발 지수 (VEI) 척도에서 7이었으며, 총 테프라 분출량은 최대 1.8 × 1011 입방 미터에 달했다. 분출의 특징으로는 중앙 분출구 폭발 분화, 화산쇄설류, 지진해일 및 칼데라 함몰이 포함되었다. 이 분화는 전 지구적 기후에 영향을 미쳤다. 화산 활동은 1815년 7월 15일에 중단되었다. 1819년 8월에 활동이 재개되었는데, "불꽃"과 굉음이 나는 여진을 동반한 작은 분화였으며, 1815년 분화의 일부로 간주되었다. 이 분화는 VEI 척도에서 2로 기록되었다.
1880년경 ± 30년에 탐보라산의 분화는 칼데라 내부에서만 기록되었다. 이는 작은 용암류와 용암 돔 돌출을 생성했으며, VEI 척도에서 2로 기록되었다. 이 분화는 칼데라 내부에 도로 아피 토이(Doro Api Toi) 기생 원추를 생성했다.
탐보라산은 여전히 활동 중이며, 19세기와 20세기 동안 칼데라 바닥에서 작은 용암 돔과 용암류가 분출되었다. 마지막 분화는 1967년에 기록되었다. VEI가 0인 온화한 분화였으며, 이는 비폭발적이었음을 의미한다. 2011년에 또 다른 아주 작은 분화가 보고되었다. 2011년 8월, 칼데라에서 지진과 증기 방출을 포함한 활동 증가가 보고된 후 화산의 경보 수준이 1단계에서 2단계로 상향 조정되었다.

### 1815년 분화

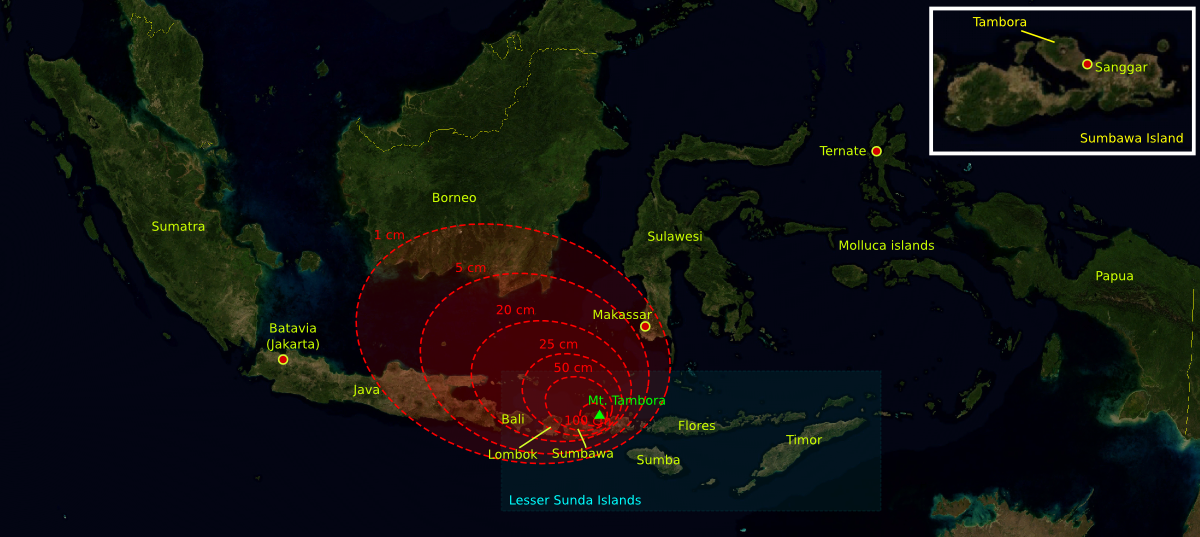
1815년 분화 시 화산재 낙하 추정 깊이 — 가장 바깥쪽 지역(1 cm)은 보르네오섬과 술라웨시섬까지 도달했다

#### 분화 연대기
1815년 이전에는 탐보라산은 수세기 동안 휴면 상태였으며, 닫힌 마그마굄에서 수성 마그마가 점차적으로 냉각되었다. 마그마굄 내부, 1.5~4.5 km 깊이에서 마그마의 냉각 및 부분 결정화로 고압의 마그마 유체가 용출되었다. 온도가 700 to 850 °C (1,300 to 1,600 °F) 범위였을 때 약 4,000 to 5,000 바 (58,000 to 73,000 psi)의 마그마굄 과압이 발생했다. 1812년에 분화구는 굉음을 내기 시작했고 검은 구름을 생성했다.
1815년 4월 5일의 중간 규모 분화는 탐보라산에서 1,400 km 떨어진 말루쿠 제도의 트르나테에서도 들릴 정도로 천둥 같은 폭발음을 동반했다. 1815년 4월 6일 아침, 동자와주에 화산재가 내리기 시작했고, 약한 폭발음은 4월 10일까지 계속되었다. 10월 10일과 11일에 수마트라섬 (2,600 km 이상 떨어짐)에서 총소리라고 처음 생각했던 소리가 들렸고, 태국과 라오스에서는 3,350 km 이상 떨어진 곳에서도 들렸을 수 있다.
분화는 10일 오후 7시경에 격화되었다. 세 개의 연기가 솟아올라 합쳐졌다. 지름이 최대 20 cm인 경석 조각이 오후 8시경에 비처럼 내렸고, 이어서 오후 9~10시경에는 화산재가 내렸다. 분연주는 붕괴되어 뜨거운 화산쇄설류를 생성하여 산 아래로 흘러내리고 반도의 모든 면에서 바다로 흘러내려 탐보라 마을을 쓸어버렸다. 큰 폭발음은 다음 날 저녁인 4월 11일까지 들렸다. 화산재의 장막은 서자와주와 남술라웨시주까지 퍼졌으며, 바타비아에서는 "질산염 냄새"가 감지되었다. 심한 테프라가 섞인 비는 4월 17일까지 그치지 않았다. 탐보라산의 다양한 지역을 지하 투과 레이더를 사용하여 분석한 결과, 화산쇄설성 서지 및 흐름 퇴적물로 덮인 경석 및 화산재 퇴적물의 교대가 지역적으로 두께가 다르다는 것이 밝혀졌다.
이 분화는 화산 폭발 지수 7로 추정된다. 이는 1883년 크라카타우산 분화의 4~10배 에너지였다. 약 100 세제곱킬로미터 (24 cu mi)의 화산쇄설성 조면안산암이 분출되었으며, 무게는 약 1.4×1014 kg에 달했다. 이로 인해 지름 6~7 km, 깊이 600~700 m의 칼데라가 남았다. 마카사르에 떨어진 화산재의 밀도는 636 kg/m3이었다. 폭발 전 탐보라산은 높이 약 4,300 m로, 인도네시아 군도에서 가장 높은 봉우리 중 하나였다. 1815년 분화 후, 최대 높이는 2,851 m로 줄어들었다.
1815년 탐보라산 분화는 기록된 역사상 가장 크고 파괴적인 관측된 분화이며, 다른 주요 분화와의 비교는 아래에 나열되어 있다. 폭발음은 2,600 km 또는 3,350 km 떨어진 곳에서도 들렸으며, 화산재 퇴적물은 최소 1,300 km 거리에서도 기록되었다. 산 정상에서 600 km 떨어진 곳에서도 최대 이틀 동안 칠흑 같은 어둠이 관측되었다. 화산쇄설류는 정상에서 약 20 km 거리까지 퍼졌으며, 분화로 인해 약 9.3~11.8 × 1013 g의 성층권 황산염 에어로졸이 생성되었다.

#### 여파
섬의 모든 식물은 파괴되었고, 뿌리 뽑힌 나무들은 경석재와 섞여 바다로 흘러들어 최대 5 km에 달하는 뗏목을 형성했다. 1815년 10월 1일과 3일에 콜카타 근처 인도양에서 표류 경석이 발견되었다. 두꺼운 화산재 구름은 4월 23일에도 여전히 정상부를 덮고 있었다. 폭발은 7월 15일에 멈췄지만, 연기 배출은 8월 23일까지도 관측되었다. 4년 후인 1819년 8월에는 불꽃과 굉음이 나는 여진이 보고되었다.
섬 서부로 가는 여행에서 나는 거의 모든 돔푸와 비마의 상당 부분을 지나왔다. 주민들이 겪는 극심한 비참함은 충격적이다. 도로변에는 아직 여러 시신의 잔해가 있었고, 많은 다른 시신이 매장된 흔적이 있었다. 마을은 거의 완전히 버려졌고 집들은 무너져 내렸으며, 살아남은 주민들은 음식을 찾아 흩어졌다.
...
분화 이후, 비마, 돔포, 상그리에서는 심한 설사가 유행하여 많은 사람들이 사망했다. 주민들은 이것이 화산재에 오염된 물을 마셔서 발생했다고 추정하며, 말들도 비슷한 증상으로 많이 죽었다.
10월 10일, 인도네시아 군도의 여러 섬 해안에 중간 규모의 지진해일이 발생했으며, 오후 10시경 상가르에서는 파도가 4 m에 달했다. 자정 직전 동자와주 베수키에서는 1~2 m의 파도를 일으키는 지진해일이 보고되었고, 말루쿠 제도에서는 또 다른 지진해일이 2 m를 넘었다. 분연주는 43 km 이상의 고도로 성층권에 도달했다. 더 거친 화산재 입자는 분화 후 1~2주 후에 떨어졌지만, 더 미세한 입자는 10~30 km 고도에서 수개월에서 수년 동안 대기에 머물렀다. 분출된 화산재의 양에 대한 다양한 추정치가 있다. 최근 연구에서는 화산재의 고밀도 등가물 부피를 23 ± 3 세제곱킬로미터 (5.52 ± 0.72 cu mi)로, 화산쇄설류의 고밀도 등가물 부피를 18 ± 6 세제곱킬로미터 (4.3 ± 1.4 cu mi)로 추정한다. 종 방향 바람은 이 미세 입자들을 전 세계로 퍼뜨려 광학 현상을 만들어냈다. 1815년 6월 28일에서 7월 2일 사이, 그리고 9월 3일에서 10월 7일 사이에 런던에서는 길고 찬란한 색의 일몰과 황혼이 자주 관측되었다. 가장 흔하게는 황혼에는 지평선 위에 분홍색 또는 보라색이 나타났고, 지평선 근처에는 주황색 또는 빨간색이 나타났다.

#### 사망자
사망자 수는 19세기 이후 다양한 출처에서 추정되었다. 스위스 식물학자 하인리히 졸링거는 1847년에 숨바와섬을 여행하여 1815년 탐보라산 분화에 대한 목격자 증언을 수집했다. 1855년에 그는 직접적으로 사망한 사람들의 수를 10,100명으로 추정했는데, 대부분 화산쇄설류로 인한 사망이었다. 추가로 37,825명이 숨바와섬에서 기아로 사망했다. 롬복섬에서는 질병과 기아로 또 다른 10,000명이 사망했다. 페트로세프스키(Petroeschevsky, 1949)는 숨바와와 롬복에서 각각 약 48,000명과 44,000명이 사망했다고 추정했다. 스토더스(Stothers, 1984)를 비롯한 여러 저자는 페트로세프스키의 수치를 사용했는데, 스토더스는 총 사망자 수를 88,000명으로 추정했다. 탕기 외(Tanguy et al., 1998)는 페트로세프스키의 수치를 출처를 알 수 없는 것으로 간주하여, 오직 두 가지 1차 자료, 즉 분화 후 숨바와에서 수개월을 보낸 졸링거의 기록과 사건 당시 네덜란드 동인도 제도의 총독이었던 토머스 스탬퍼드 래플스의 기록에만 기반하여 추정치를 개발했다. 탕기는 기아와 질병으로 인해 발리주와 동자와주에서 추가 희생자가 있었을 수 있다고 지적하며, 직접적인 화산 활동으로 인한 사망자 11,000명과 분화 후 기아 및 전염병으로 인한 사망자 49,000명을 추정했다. 오펜하이머(Oppenheimer, 2003)는 최소 71,000명이 사망했다고 추정했으며, 117,000명에 달하는 수치도 제안되었다.
| 화산                                                                      | 위치                   | 연도 | 분연주 높이 (km) | VEI | 북반구 여름 이상치 (C°) | 사망자       |
| ------------------------------------------------------------------------- | ---------------------- | ---- | ---------------- | --- | ----------------------- | ------------ |
| 타우포 화산                                                               | 뉴질랜드               | 181  | 51               | 7   | ?                       | 거의 없음    |
| 백두산                                                                    | 조선민주주의인민공화국 | 946  | 25               | 7   | ?                       | ?            |
| 사말라스산                                                                | 인도네시아             | 1257 | 38–43            | 7   | −1.2                    | ?            |
| 1452년~1453년 미확인 분화                                                 | 미상                   | 1452 | ?                | 7   | −0.5                    | ?            |
| 후아이나푸티나산                                                          | 페루                   | 1600 | 46               | 6   | −0.8                    | ≈1,400       |
| 탐보라산                                                                  | 인도네시아             | 1815 | 44               | 7   | −0.5                    | >71,000      |
| 크라카타우산                                                              | 인도네시아             | 1883 | 80               | 6   | −0.3                    | 36,600       |
| 산타마리아산                                                              | 과테말라               | 1902 | 34               | 6   | 이상 없음               | 7,000–13,000 |
| 세인트헬렌스산                                                            | 미국                   | 1980 | 24               | 5   | 이상 없음               | 57           |
| 엘치촌산                                                                  | 멕시코                 | 1982 | 32               | 5   | ?                       | >2,000       |
| 네바도델루이스산                                                          | 콜롬비아               | 1985 | 27               | 3   | 이상 없음               | 23,000       |
| 피나투보산                                                                | 필리핀                 | 1991 | 34               | 6   | −0.5                    | 1,202        |
| 2022년 훙가통가 해저화산 분화                                             | 통가                   | 2022 | 58               | 5–6 | ?                       | 6            |
| 출처: 오펜하이머 (2003), 및 스미스소니언 협회의 글로벌 화산 활동 프로그램 |                        |      |                  |     |                         |              |

##### 전 세계적 영향

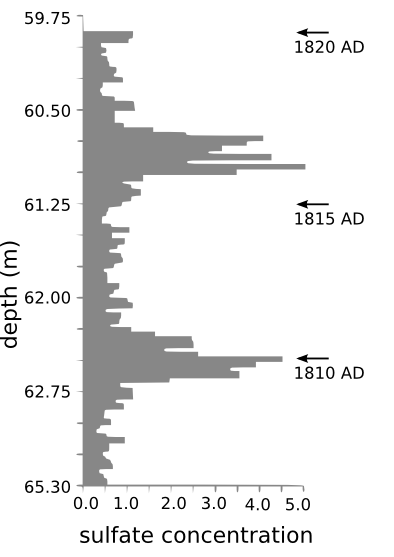
중앙 그린란드의 빙하 코어에서 추출된 황산염 농도, 산소 동위 원소 계절 변화를 통해 연대 측정됨. 1810년대에 미확인 분화가 있었다.

1815년 분화로 1천만에서 1억 2천만 톤의 황이 성층권으로 방출되어 전 지구적 기후 이상을 초래했다. 분출된 황의 질량을 추정하기 위해 다양한 방법이 사용되었다: 암석학적 방법, 해부학적 관찰에 기반한 광학적 깊이 측정, 그리고 극지방 빙하 코어 황산염 농도 측정 방법으로, 그린란드와 남극의 코어를 기준으로 보정되었다.
1816년 봄과 여름, 미국 북동부에서 "건조 안개"로 묘사되는 지속적인 성층권 황산염 연무질 막이 관측되었다. 이는 바람이나 강우로 흩어지지 않았으며, 햇빛을 붉게 만들고 흐리게 하여 육안으로도 흑점을 볼 수 있을 정도였다. 북반구의 여러 지역은 극심한 기상 조건으로 고통받았고, 1816년은 "여름 없는 해"로 알려지게 되었다. 평균 지구 온도는 약 0.4~0.7 °C 정도 감소하여, 전 세계적으로 심각한 농업 문제를 야기하기에 충분했다. 1816년 6월 4일 코네티컷에서 서리가 내린 후, 추운 날씨는 뉴잉글랜드 대부분 지역으로 확대되었다. 1816년 6월 6일, 올버니와 메인주 데니스빌에서는 눈이 내렸다. 유사한 조건이 최소 3개월 동안 지속되어 북미 전역에서 대부분의 작물을 망쳤고, 캐나다는 극심한 추위를 겪었다. 퀘벡 시 근처에서는 6월 10일까지 눈이 내렸고, 30 cm까지 쌓였다.
그 해는 1400년 이래 북반구에서 두 번째로 추운 해가 되었으며, 1810년대는 탐보라산 분화와 1809년에서 1810년 사이에 의심되는 다른 화산 활동의 결과로 기록상 가장 추운 10년이었다. (황산염 농도 차트 참조) 1816년, 1817년, 1818년 여름의 지표 온도 이상은 각각 -0.51, -0.44, -0.29 °C였다. 더 시원한 여름과 함께 유럽 일부 지역에서는 더 폭풍우가 심한 겨울을 겪었고, 1816년 2월에는 엘베강과 오흐르강이 12일 동안 얼어붙었다. 그 결과 1817년까지 밀, 호밀, 보리 및 귀리 가격이 급격히 상승했다.
이 기후 이상 현상은 1816년~1819년 동남부 유럽과 동부 지중해에서 발생한 발진티푸스 전염병의 심각성에 대한 이유로 주장되었다. 1816년~1817년 겨울 동안 뉴잉글랜드에서는 많은 가축이 죽었고, 서늘한 기온과 폭우로 인해 영국 제도에서는 농작물 수확에 실패했다. 웨일스의 가족들은 식량을 구걸하며 장거리를 난민으로 여행했다. 밀, 귀리 및 감자 수확 실패로 인해 아일랜드 북부와 남서부에서는 기근이 만연했다. 독일에서는 식량 가격이 급격히 상승하여 위기가 심각했다. 많은 유럽 도시에서 곡물 시장과 빵집에서 시위가 벌어졌고, 이어서 폭동, 방화, 약탈이 일어났다. 이는 19세기 최악의 기근이었다.

## 문화

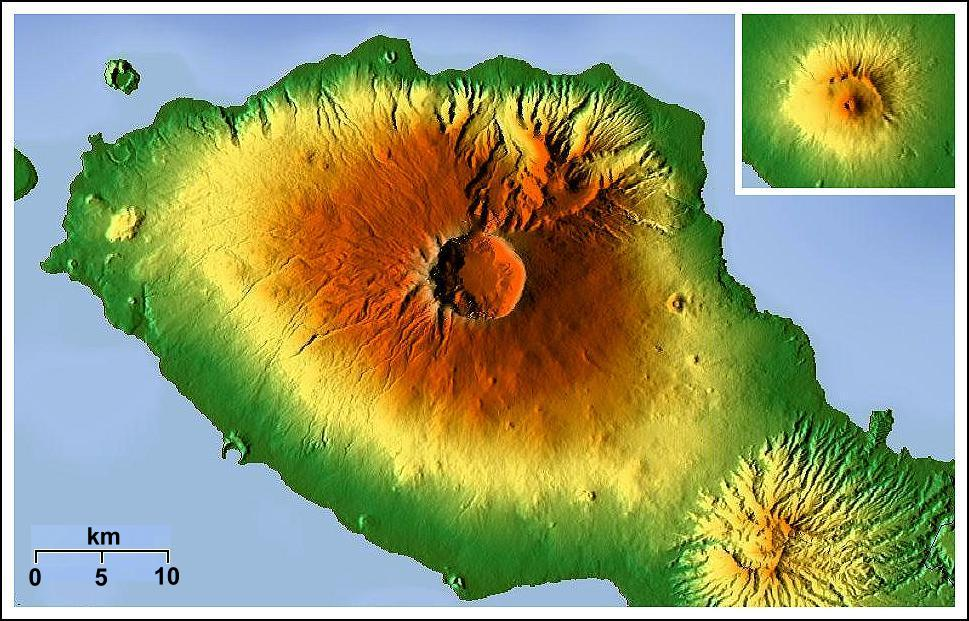
탐보라산("동양의 폼페이")과 베수비오산("폼페이")의 크기 비교

탐보라산 분화로 파괴된 인류 정착지가 2004년에 발견되었다. 그 여름, 로드아일랜드 대학교, 노스캐롤라이나 대학교 윌밍턴, 인도네시아 화산지질재해 완화국 과학자들과 함께 하라두르 시구르드손이 이끄는 팀이 탐보라에서 고고학 발굴을 시작했다. 6주 동안 그들은 칼데라에서 서쪽으로 약 25 km 떨어진 정글 깊은 곳, 해안에서 5 km 떨어진 곳에서 거주 흔적을 발굴했다. 발굴팀은 3 m 두께의 경석과 화산재 퇴적물을 발굴했다. 과학자들은 지하 투과 레이더를 사용하여 성인 두 명의 유해, 청동 그릇, 도자기, 철제 도구 및 기타 유물이 들어있는 작은 매장된 집을 찾아냈다. 검사 결과 물체들이 마그마의 열 때문에 탄화된 것으로 밝혀졌다. 시구르드손은 이 발견을 "동양의 폼페이"라고 불렀고, 언론 보도에서는 "잃어버린 탐보라 왕국"으로 언급되었다. 시구르드손은 2007년에 탐보라로 돌아와 나머지 마을을 찾고 궁전을 찾기를 희망했다. 이 지역의 많은 마을은 17세기에 이슬람으로 개종했지만, 지금까지 발굴된 구조물은 이슬람의 영향을 보여주지 않는다.
발견된 유물, 예를 들어 청동 제품과 아마도 베트남 또는 캄보디아 출신으로 보이는 정교하게 장식된 도자기를 바탕으로, 연구팀은 이 사람들이 부유한 상인이었을 것이라고 결론 내렸다. 숨바와 사람들은 동인도 제도에서 말, 꿀, 대나무 (붉은 염료 생산용), 그리고 백단향 (향과 약재용)으로 유명했다. 이 지역은 농업 생산성이 매우 높았던 것으로 여겨진다.
탐보라족의 언어는 분화와 함께 사라졌다. 언어학자들은 졸링거와 래플스의 기록과 같은 잔존 어휘 자료를 조사하여 탐보라어가 이 지역에서 예상되는 오스트로네시아어족 언어가 아니라, 아마도 고립어이거나, 또는 500 km 이상 동쪽에 있는 파푸아어 계열의 한 구성원일 수 있다고 결론 내렸다.
이 분화는 훗날의 민속에서 신의 징벌로 설명되는 대재앙으로 포착되었다. 한 지역 통치자가 알라의 분노를 샀는데, 그가 하지에게 개고기를 먹이고 그를 죽였기 때문이라고 한다. 이는 1830년경에 쓰여진 시에 잘 나타나 있다.

| Bunyi bahananya sangat berjabuh Ditempuh air timpa habu Berteriak memanggil anak dan ibu Disangkanya dunia menjadi kelabu Asalnya konon Allah Taala marah Perbuatan sultan Raja Tambora Membunuh tuan haji menumpahkan darah Kuranglah pikir dan kira-kira | 그 소음이 크게 울려 퍼졌다 물줄기가 재와 섞여 내렸다 아이들과 어머니들이 비명을 지르고 울부짖었다 세상이 재로 변했다고 믿으며 원인은 전능하신 하나님의 진노라고 한다 탐보라 왕의 행위 때문에 고귀한 순례자를 살해하고 피를 흘리게 한 경솔하고 무모하게 |

## 생태계

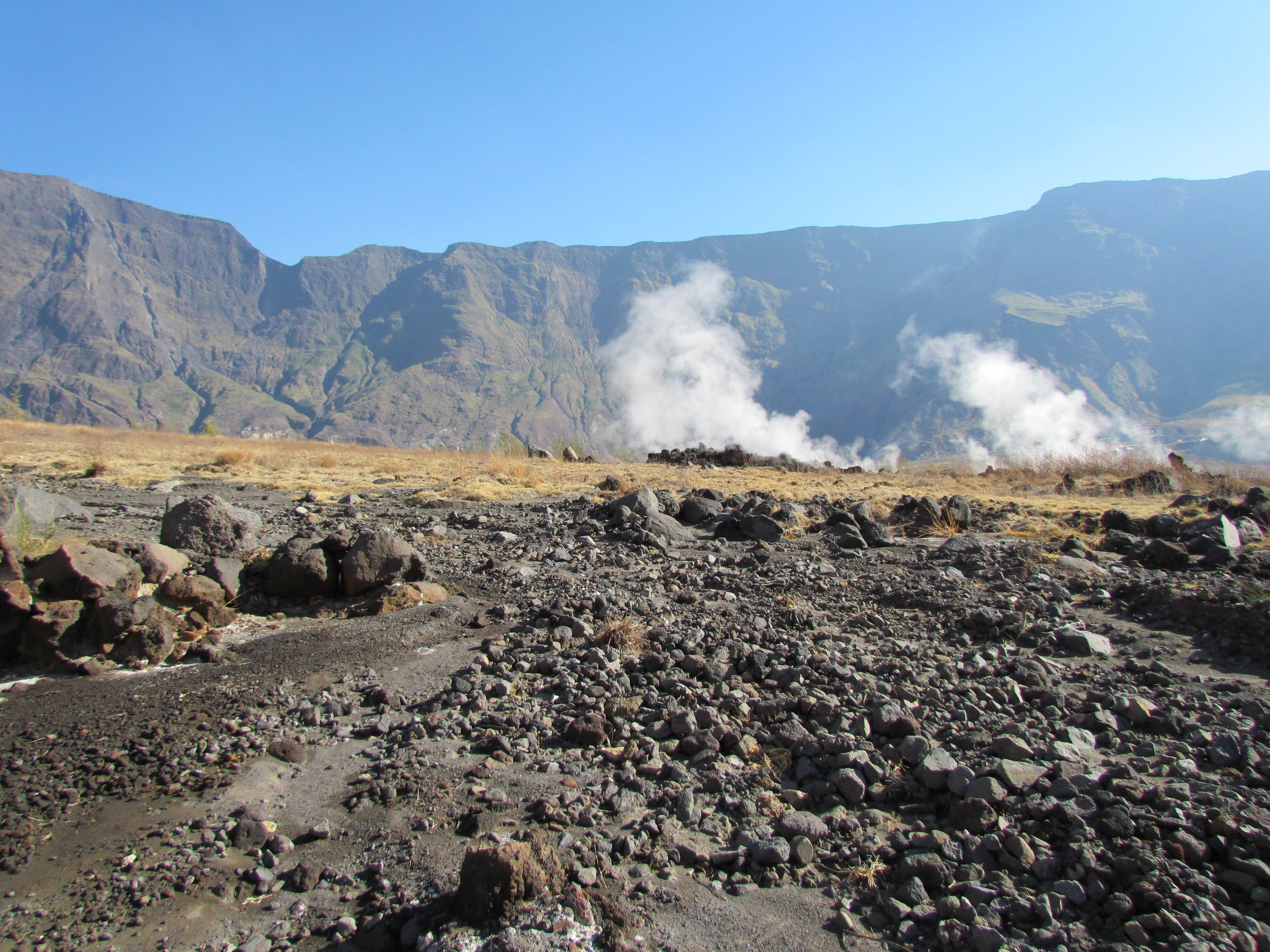
탐보라산 칼데라 바닥, 북쪽을 바라보고 있다

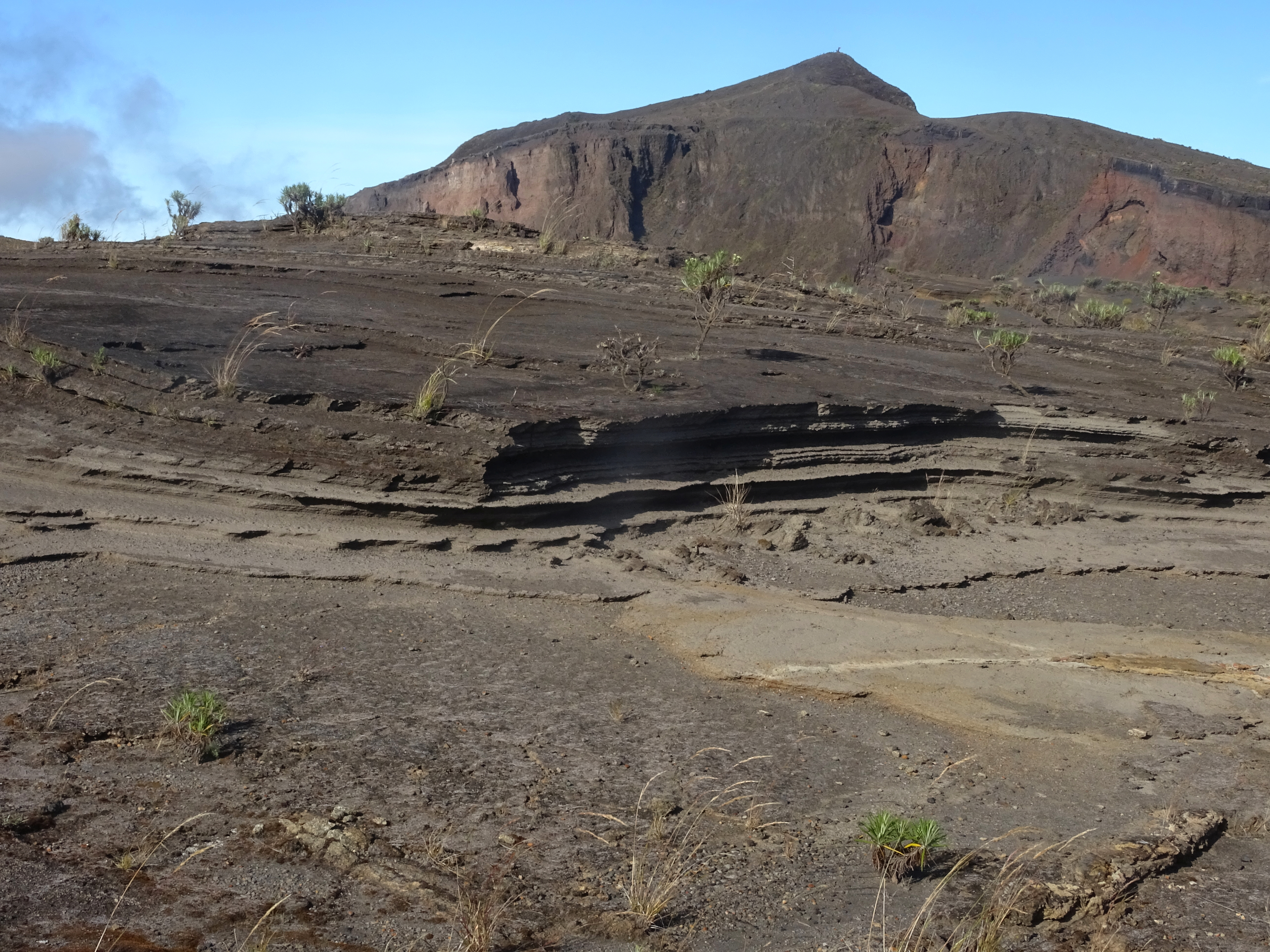
탐보라산 칼데라 근처(왼쪽)와 정상(배경)의 테프라 층

스위스 식물학자 하인리히 졸링거가 이끄는 팀이 1847년 숨바와에 도착했다. 졸링거는 분화 지역과 분화가 지역 생태계에 미치는 영향을 연구하고자 했다. 그는 분화 후 처음으로 아직 연기로 뒤덮여 있던 산꼭대기에 올랐다. 졸링거가 오를 때, 그의 발은 얇은 표면 지각을 통해 여러 번 따뜻한 가루 같은 황 층으로 가라앉았다. 일부 식물은 다시 자라났고, 낮은 경사면에는 나무도 포함되었다. 2,200~2,550 m에는 카수아리나 숲이 있었고, 여러 띠풀 초원도 발견되었다. 2015년 8월, 독일 지오리서치 볼카네도 팀은 졸링거가 사용했던 길을 따라 1847년 이후 처음으로 이 길을 탐험했다. 도보로 이동해야 하는 거리의 길이, 부분적으로 매우 높은 기온, 그리고 물 부족 때문에 지오리서치 볼카네도 팀에게는 특별한 도전이었다.
1907년부터 이 지역에 재정착이 시작되었고, 1930년대에는 북서쪽 경사면에 있는 페카트 마을에 커피 농장이 세워졌다. 1,000 to 2,800 미터 (3,300 to 9,200 ft) 고도에는 두아방아 몰루카나 나무의 울창한 열대우림이 자랐다. 이 숲은 80,000 헥타르 (800 km2)에 달하는 면적을 차지한다. 이 열대우림은 1933년 코스터(Koster)와 드 부흐트(de Voogd)가 이끄는 네덜란드 팀이 발견했다. 그들의 기록에 따르면, 그들은 "상당히 황량하고 건조하며 더운 지역"에서 여행을 시작했고, 그 다음 "거대하고 장엄한 숲 거인들"이 있는 "강력한 정글"로 들어섰다. 1,100 m 지점에서는 나무들이 더 가늘어졌다. 고도 1,800 m 이상에서는 카수아리나 나무가 지배적인 도도나이아 비스코사 꽃 피는 식물을 발견했다. 정상에는 드문드문 에델바이스와 발렌베르기아가 있었다.
1896년 조사에서는 볏흰눈썹꾀꼬리를 포함한 56종의 조류가 기록되었다. 그 후 여러 동물학 조사가 이어져 유황앵무, 지네털지빠귀, 아시아검은찌르레기, 녹색야계, 무지개로리키트를 포함한 90종 이상의 조류를 발견했는데, 이들은 지역 주민들에 의해 애완 조류 거래를 위해 사냥된다. 주황발숲닭은 식량으로 사냥된다. 이러한 조류 착취는 개체 수 감소를 초래했으며, 유황앵무는 숨바와섬에서 멸종 위기에 처해 있다.
1972년부터 상업 벌채 회사가 이 지역에서 운영되기 시작하여 열대우림에 위협이 되었다. 이 회사는 20,000 헥타르 (200 km2), 즉 전체 면적의 25%에 해당하는 지역에 대한 목재 벌채권을 가지고 있다. 열대우림의 또 다른 부분은 사냥터로 사용된다. 사냥터와 벌채 지역 사이에는 사슴, 물소, 멧돼지, 박쥐, 큰박쥐, 파충류 및 조류 종을 찾을 수 있는 지정된 야생 동물 보호 구역이 있다. 2015년, 산의 생태계를 보호하는 보전 지역이 국립공원으로 승격되었다.

### 칼데라 바닥 탐사
졸링거 (1847), 반 레든 (1913), W. A. 페트로세프스키 (1947)는 분화구 가장자리에서만 칼데라 바닥을 관찰할 수 있었다. 2013년, 독일 연구팀 (독일 지오리서치 볼카네도)은 처음으로 약 1,300 m 깊이의 이 칼데라 내부로 장기간 탐사를 수행했으며, 현지 팀의 도움을 받아 극심한 조건 속에서 남쪽 칼데라 벽을 내려가 칼데라 바닥에 도달했다. 팀은 9일 동안 칼데라에 머물렀다. 가파른 벽을 내려가는 것이 어렵고 위험하며, 지진, 산사태 및 낙석의 영향을 받기 때문에 소수의 경우에만 칼데라 바닥에 도달할 수 있었다. 또한, 물류 문제로 인해 칼데라 바닥에 비교적 짧은 체류만 가능하여 광범위한 연구가 불가능했다. 지오리서치 볼카네도의 칼데라 바닥 조사 프로그램에는 1815년 이후 발생한 소규모 분화의 가시적 효과 연구, 가스 측정, 동식물 연구 및 날씨 데이터 측정이 포함되었다. 특히 눈에 띄는 것은 칼데라 남부의 도로 아피 토이("구눙 아피 케실"은 "작은 화산"을 의미한다)의 비교적 높은 활동과 북동쪽 하부 벽에서 고압으로 분출되는 가스였다. 또한 팀은 도로 아피 토이 근처에서 과학 연구에서 아직 언급되지 않은 용암 돔을 발견했다. 팀은 이 새로운 발견을 "아딕 아피 토이"(인도네시아어 "아딕": 남동생)라고 불렀다. 나중에 이 용암 돔은 인도네시아인들에 의해 "도로 아피 보우"("새로운 화산")라고 불렸다. 이 용암 돔은 2011/2012년에 지진 활동과 칼데라 바닥의 화산 활동이 증가했을 때 나타났을 가능성이 높다(당시 칼데라 바닥에 대한 정확한 정보는 없다). 2014년에는 같은 연구팀이 칼데라로 추가 탐사를 수행하여 새로운 기록을 세웠다: 12일 동안 2013년의 조사가 계속되었다.

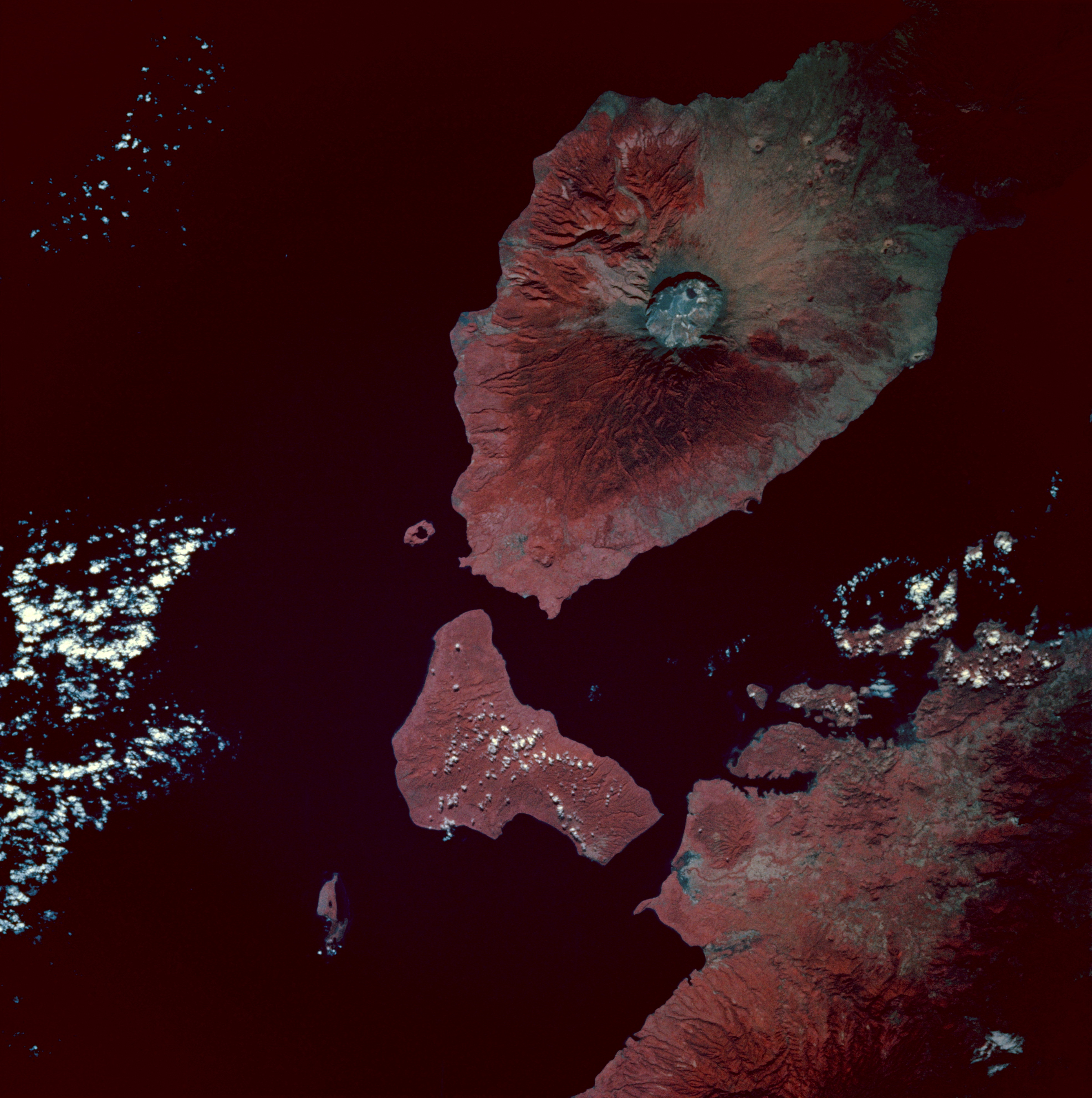
탐보라산 적외선 이미지 (북쪽은 왼쪽에 있다)

## 모니터링
인도네시아 인구는 1815년 분화 이후 급격히 증가했다. 2020년 기준으로 인도네시아 인구는 2억 7천만 명에 달하며, 이 중 56%가 자와섬에 집중되어 있다. 1815년 분화만큼 심각한 사건이 발생하면 약 800만 명에게 영향을 미칠 것이다.
인도네시아의 지진 활동은 화산 지질 재해 완화국에서 모니터링하고 있으며, 탐보라산의 모니터링 기지는 도로 페티 마을에 위치해 있다. 이들은 지진계를 사용하여 지진 및 지구조 활동에 중점을 둔다. 1880년 분화 이후 지진 활동에 유의미한 증가는 없었다. 칼데라 내부, 특히 측화산 도로 아피 토이(Doro Api Toi)에 초점을 맞춰 지속적으로 모니터링이 수행된다.
국은 탐보라산에 대한 재해 완화 지도를 작성했으며, 분화에 대한 두 가지 구역, 즉 위험 구역과 주의 구역을 지정한다. 위험 구역은 화산쇄설류, 용암류 또는 화산쇄설성 낙하에 의해 직접적으로 영향을 받을 지역을 식별한다. 여기에는 칼데라 및 그 주변과 같은 최대 58.7 제곱킬로미터 (14,500 ac)의 범위가 포함되며, 거주는 금지된다. 주의 구역은 화산이류 및 기타 경석에 의해 간접적으로 영향을 받을 수 있는 토지로 구성된다. 주의 구역의 크기는 185 제곱킬로미터 (18,500 ha)이며, 파상그라한, 도로 페티, 라오, 라부안 케낭아, 구부 폰다, 카윈다나 토이 및 호도 마을을 포함한다. 산의 남쪽 및 북서쪽 부분에 있는 구우(Guwu)라는 강도 주의 구역에 포함된다.

## 참고 문헌
- Foden, J.D. (1979). 《The petrology of some young volcanic rocks from Lombok and Sumbawa, Lesser Sunda Islands》 (PDF) (PhD thesis). 태즈메이니아 대학교. 1–306쪽. 2018년 8월 2일에 확인함.